# 小林城
小林城（こばやしじょう）は、宮崎県小林市真方にあった日本の城（平山城）。別名三ツ山城・三ノ山城。現在は城山公園。

## 概要
永禄9年（1566年）に日向の伊東義祐が、薩摩の島津氏への抑えの城として、またその島津の飯野城攻撃の前線基地として、須木城主・米良重方に命じて作らせ、城主にも任命した。
西方、北方、東方を岩瀬川（現・石氷川）が囲むように流れ天然の堀となり、南方はシラス土壌による断崖絶壁で容易に登れないという、天然の要害を利用した難攻不落の城。
当初は三ツ山城（みつやまじょう）、もしくは三ノ山城（みのやまじょう）と呼ばれていたが、島津氏の城に帰すると
島津義弘により、人心一新のためと、北原氏が所有していたもう一つの三ツ山城（小林市・細野）との混同を避ける意味で、小林村にあったことから小林城と名を改められた。
現在は私有地であり、指標、本丸跡などの標柱等はあるが、ほとんど雑木林になっている。

## 歴史
小林城の築城が開始されてから約半年後の永禄9年（1566年）10月26日（永禄10年（1567年）10月25日という説もあり）に、島津義久・島津義弘・島津歳久が城の完成前に20,000余の兵を動員して攻めてくる。義久は大手口、義弘は水ノ手口、歳久は窪谷口のある南方から攻めた。伊東軍は菱刈氏よりこの情報を得ていたが、その菱刈からの使者が帰途に就く前に攻め入られている。島津軍に対し伊東軍の有志は打って出るが敗退、籠城戦へと移行していく。
結果、大激戦となり、城の内堀と外堀が死体で埋まり、また島津方が城を焼失させる作戦に切り替えたため城内の牛馬200頭が炎に焼かれて死んだという。やがて城は本丸を残すのみとなるが、重方は弟の米良矩重と共に奮戦、やがて稲荷山に須木城からの援軍が布陣し城兵と共に島津軍を挟撃、阿多中務、末弘又左衛門尉、椎原助十郎ら島津軍の主だった将が悉く討ち取られ、義弘も重傷を負い島津軍は敗北・退却した。伊東軍の激しい抵抗により小林城は守られた。
なお、このときの戦死者数などは不明であるが相当数の死傷者を出したようであり、島津忠良（日新斎）と島津貴久の両名は、戦死者を弔うために冒頭に「南・無・阿・弥・陀・佛」を冠した和歌を詠じている（後述）。
元亀3年（1572年）5月3日、翌日の加久藤城攻略のための伊東軍の出立場所となった（木崎原の戦い）。この戦いで小林城主であった米良重方は戦死している。また、この戦いで亡くなっていった伊東軍の各将兵らを供養するため、伊東氏が建立した伊東塚へは、小林城から歩いて行けるほど比較的近い場所に建立されている。
天正4年（1576年）8月24日、兄の死後に城主を務めていた米良矩重が島津軍に寝返る。小林城は同じく矩重が治めていた須木城と共に島津氏の城となり鎌田政年が差遣されている。同28日に、高原城を下した義久らの将兵が入城、戦勝祝賀が催されている。
天正15年（1587年）の豊臣秀吉による九州征伐の際は、豊臣勢を迎え撃つべく川上忠兄が小林城に籠って迎撃準備を図っている。
元和元年（1615年）の一国一城令により廃城。
西南戦争で敗れた西郷隆盛は退却の際、二度小林を通っているが、その二回目の明治10年（1877年）8月28日に、この小林城の真下の街道を通って鹿児島へと帰還している。

## 島津忠良、貴久の和歌
- 島津忠良
  - 「南」 何事も　何事もみな　南無阿弥陀佛　なほ討死は　名をあぐるかな
  - 「無」 無益にも　むつかしき世に　うば玉の　昔のやみの　報いはるらん
  - 「阿」 あしき世に　あらゆる物も　あしなれば　あからさまには　あらじ身のはて
  - 「弥」 南には　彌陀観音の　御座なれば　身まかる時も　御名を唱えよ
  - 「陀」 誰にかも　誰ぞと問わん　誰しかも　誰かは獨り　誰かのこらん
  - 「佛」 ふつふつと　ふつと世も身も　ふつきりに　ふつとくやしく　ふつと悲しも

- 島津貴久
  - 「南」 名を重く　おもふ心の　一筋に　捨てしや輕き　命なりけり
  - 「無」 むらむらに　しぐるる今日の　柴よりも　昨日の夢ぞ　はかなかりける
  - 「阿」 ありはてぬ　此の世の中に　先立つを　歎くぞ人の　迷なりける
  - 「弥」 水のあわの　あはれに消えし　跡とてや　折々ぬるる　袂なりけり
  - 「陀」 立ちそえる　面影のみや　なき人の　忘れがたみと　残し置きけん
  - 「佛」 佛ます　世をいづくとや　たづぬらん　呼べば答ふる　山ひこの聲